# Blanca Guifarro
Blanca Guifarro (Catacamas, 1946) es una escritora, compiladora y socióloga hondureña. Por su trayectoria política y académica, se considera una de las referentes del feminismo en Honduras.

## Trayectoria
Es investigadora, ha incursionado con éxito en el mundo del periodismo como directora de la revista Entre Amigas. En 1990, se inició en la escritura desde su compromiso feminista, tratando de permear a los medios de comunicación -especialmente escritos- para irrumpir en una realidad vista con los lentes masculinos. Es fundadora de la cátedra de Estudios de la Mujer que se imparte en la Universidad Nacional Autónoma de Honduras. Debido a su trayectoria es una referente para el feminismo hondureño.

## Obra
1. Hojas al viento (1998)
2. La otra mitad (1996)
3. Ataduras sueltas (1998)
4. Los versos están en todas partes (2004)
5. Apegos en mi mayor (2007)
6. Metáforas de fuego (2009)
7. Versos en resistencia (2009)
8. Para no olvidar (2011)
9. Espío por tu cuerpo, recorro sus veredas (2013)
10. Desde el feminismo (2015)
11. Última ventana (2017)
12. Opacidad del tiempo. Clamor de temporada (2017).[4][5][6]